# Triquíni

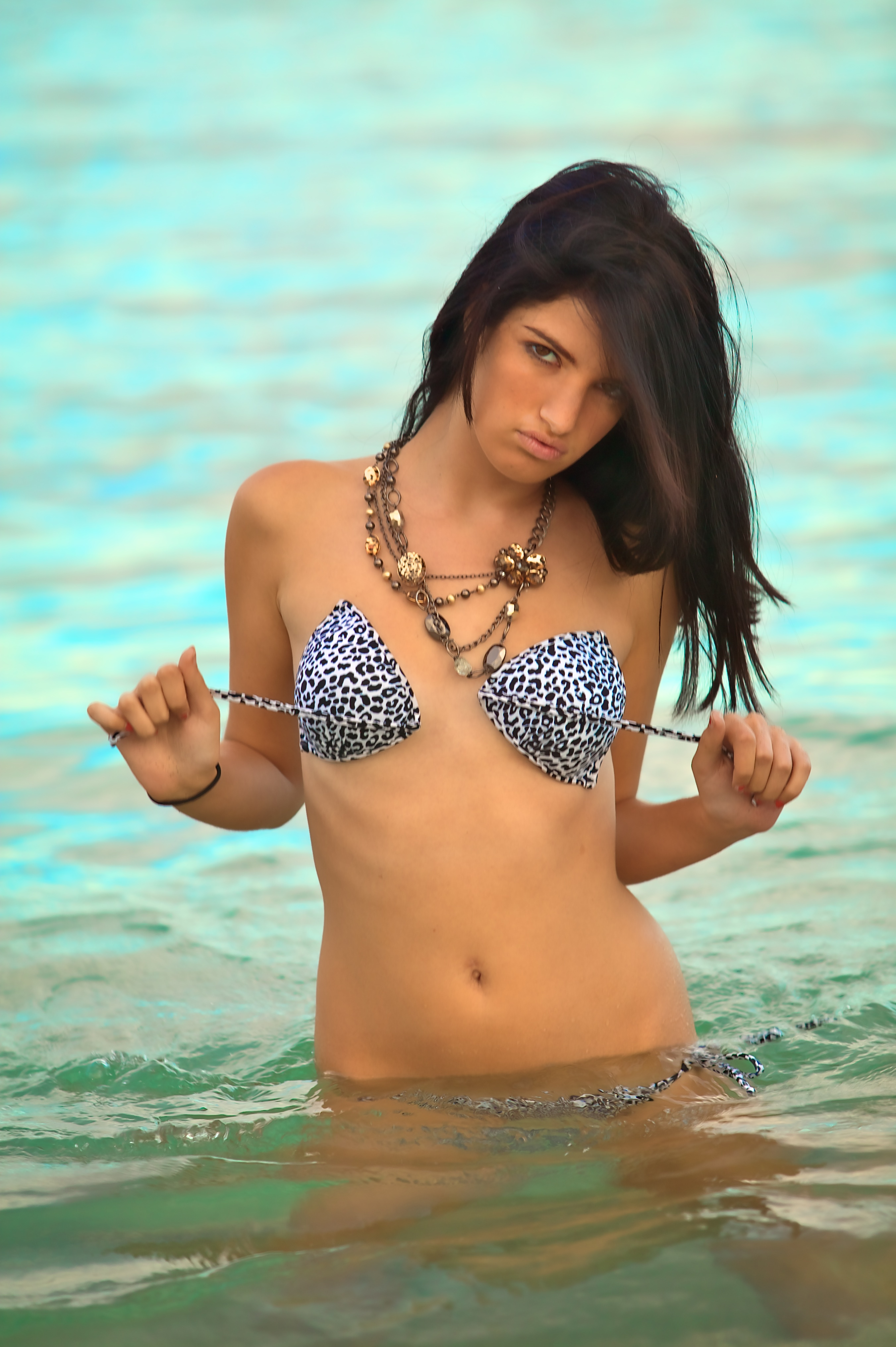
Mulher usando um triquíni

Triquíni ou Trikini é um traje de banho resultante da junção de partes do biquíni por um elemento estreito, geralmente localizado na área frontal. Esta fixação pode ser do mesmo tecido, de material distinto ou combinação de ambos.